# Ernst Tugendhat
Ernst Tugendhat (geboren am 8. März 1930 in Brünn; gestorben am 13. März 2023 in Freiburg im Breisgau) war ein deutscher Philosoph und Professor an der Freien Universität Berlin. In seinen ersten Arbeiten zeigte er sich vor allem durch Martin Heidegger und Edmund Husserl beeinflusst. Später wurde Tugendhat zu einem der wichtigsten Vertreter der analytischen Philosophie in Deutschland.

## Leben

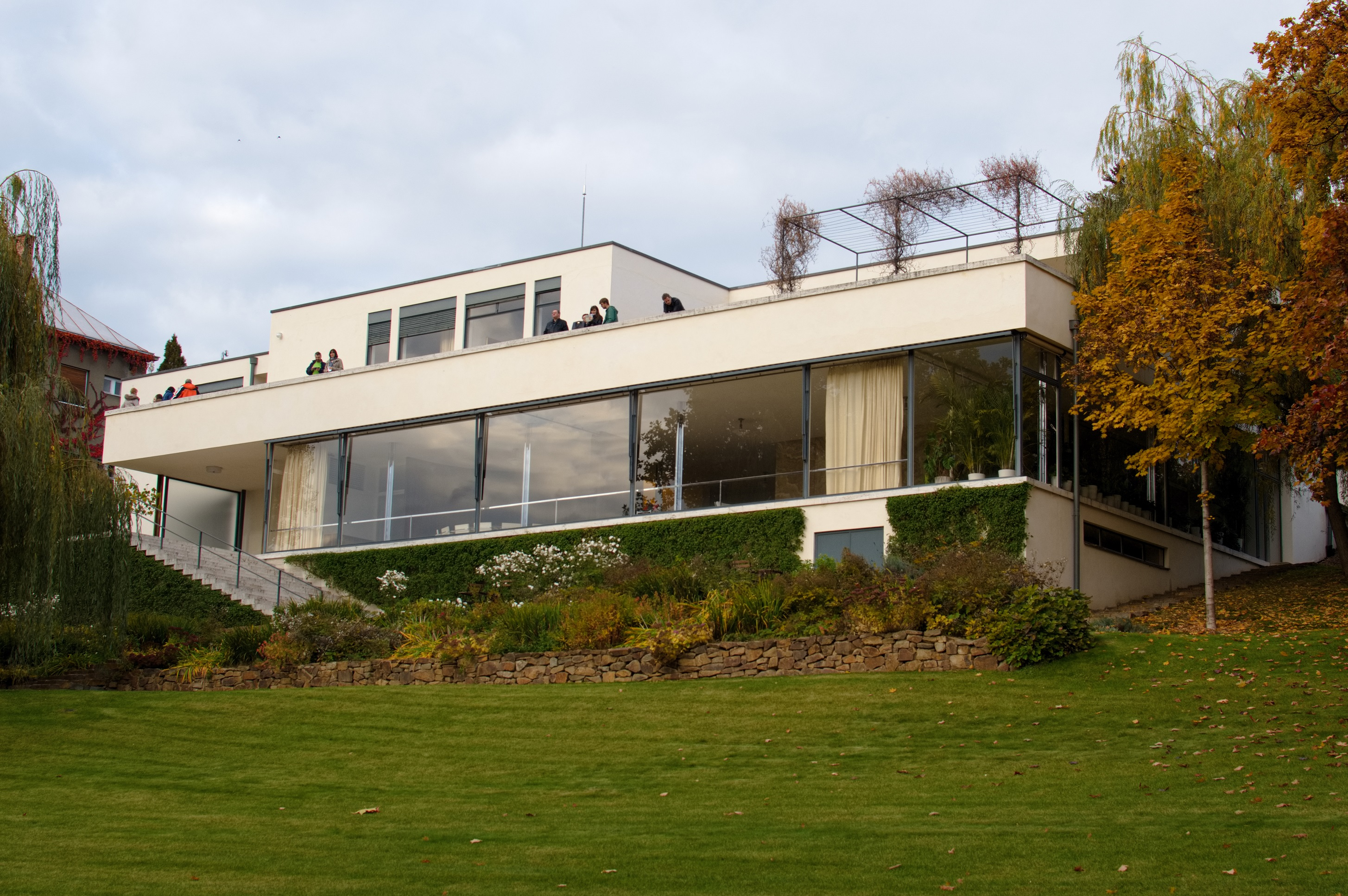
Villa Tugendhat, in der Ernst Tugendhat in jungen Jahren lebte (2016)

Ernst Tugendhat wurde 1930 als Sohn der Textilfabrikanten Fritz und Grete Tugendhat geboren, für die Ludwig Mies van der Rohe die Villa Tugendhat in Brünn erbaut hatte. 1938 musste seine Familie wegen ihrer jüdischen Herkunft in die Schweiz emigrieren, von wo sie 1941 nach Venezuela umsiedelte.
Angeregt durch seine jüdische Mutter Grete Tugendhat (1903–1970), eine geborene Löw-Beer, die in zweiter Ehe den tschechischen Textilfabrikanten Fritz Tugendhat (1895–1958) geheiratet hatte, las Tugendhat bereits 1945 in Venezuela, wohin die Familie geflohen war, Martin Heideggers Sein und Zeit, nachdem sein Interesse für Philosophie durch die Lektüre von Wilhelm Windelbands Geschichte der Philosophie aus dem Jahre 1892 geweckt worden war. Seine Tante Helene Weiss (1898–1951) – die Schwester von Hans Weiss, dem ersten Ehemann seiner Mutter – die bei Martin Heidegger studiert hatte, konnte seine Heidegger-Lektüre durch ihre Vorlesungsnachschriften ergänzen.
Von 1946 bis 1949 studierte Ernst Tugendhat an der Stanford University Philosophie und Klassische Philologie. Ende 1949 reiste er nach Deutschland, um in Freiburg bei den Philosophen Wilhelm Szilasi (1889–1966), dem Nachfolger Martin Heideggers auf dessen Freiburger philosophischem Lehrstuhl, Eugen Fink (1905–1975), einem Schüler Edmund Husserls, und Karl Ulmer (1915–1981), einem Schüler Martin Heideggers, Vorlesungen zu hören. Während seiner Freiburger Zeit (1949–1956) besuchte er auch Vorlesungen Heideggers, die dieser nach Aufhebung seines Lehrverbotes September 1951 wieder aufnahm. 1956 schloss er seine Dissertation Τὶ κατά τινός (Eine Untersuchung zu Struktur und Ursprung aristotelischer Grundbegriffe. Freiburg Breisgau 1958. X, 160 S.) ab. 
Seiner Dissertation schloss Tugendhat ein dreisemestriges Studium im Münster bei Joachim Ritter (1903–1974) an, dessen Beendigung durch einen Ruf seines ehemaligen Lehrers Karl Ulmer auf eine Assistentenstelle nach Tübingen sich anzeigte. Hier konnte sich Tugendhat mit der Schrift Der Wahrheitsbegriff bei Husserl und Heidegger (Berlin 1967. XII, 416 S.) 1965 habilitieren.
Aufgrund der Studentenbewegung beschloss er, sich für einige Jahre von der Lehre zurückzuziehen – ursprünglich, um sich in Sozialphilosophie und Politologie einzuarbeiten. Er folgte dann jedoch 1975 einem Angebot von Jürgen Habermas für eine Stelle am Max-Planck-Institut zur Erforschung der Lebensbedingungen der wissenschaftlich-technischen Welt in Starnberg, wo er fünf Jahre verbrachte. Hier verlagerte sich sein Interessensschwerpunkt auf die moralphilosophische Begründungsproblematik.
Von 1980 bis 1992 lehrte er als Professor für Philosophie an der Freien Universität Berlin. Einer seiner Arbeitsschwerpunkte lag dort im Bereich der Ethik mit den Publikationen Probleme der Ethik (1984) und Vorlesungen über Ethik (1993). In dieser Zeit war Tugendhat auch stark politisch engagiert, vor allem in der Friedensbewegung und der Asylrechtsproblematik (Nachdenken über die Atomkriegsgefahr, 1986; Ethik und Politik, 1992).
In den 1990er Jahren war Tugendhat als Gastprofessor an der Universidad Catolica in Santiago de Chile tätig und hielt Vorlesungen in Wien und Prag.
Ab 2000 wandte Tugendhat sich der Anthropologie und der Mystik zu. Es erschienen die Werke Egozentrizität und Mystik. Eine anthropologische Studie (2003), Über den Tod (2006) und Anthropologie statt Metaphysik (2007).
Tugendhat lebte (mit Unterbrechungen) ab 1999 in Tübingen, ab 2013 in Freiburg im Breisgau. Er war Protagonist in dem Kinofilm Haus Tugendhat von Dieter Reifarth (2013). Zu seinem 90. Geburtstag wurde sein Werk in mehreren Zeitungen gewürdigt. Ernst Tugendhat starb am 13. März 2023 im Alter von 93 Jahren in Freiburg im Breisgau. Er wurde auf dem Bergfriedhof in Tübingen bestattet. In vielen Medien erschienen Nachrufe.

### Familienleben
Tugendhat hatte vier Geschwister: Hanna Lambek, geborene Weiss (1924, Brno-1991, Montreal), Herbert (1933, Brno-1980, Caracas), Ruth Guggenheim-Tugendhat (1942, Caracas), Psychoanalytikerin in Zürich und Daniela Hammer-Tugendhat (1946, Caracas), Kunsthistorikerin in Wien.
Ernst Tugendhat hatte einen Sohn, Martin Tugendhat.

### Gesellschaftliches Engagement
Neben seinem friedenspolitischen Engagement war Tugendhat auch als Menschenrechtler engagiert. Er war langjähriger Schirmherr der Gesellschaft für bedrohte Völker und ab 1982 Mitglied im Vorstand des Berliner „Arbeitskreises Atomwaffenfreies Europa“. Er nahm in Die Zeit (Ausgabe vom 22. Februar 1991) Stellung gegen den ersten Irakkrieg 1991 und auch gegen die Besatzungspolitik Israels. Er war Ehrenvorsitzender des Dialogforum Europa-China.

## Philosophie

### Frühe Schriften
Tugendhats frühe Schriften sind stark von der Philosophie Heideggers geprägt.
In ihnen beschäftigte er sich mit der Ontologie des Aristoteles und der Wahrheitsfrage bei Husserl und Heidegger. 
In der Habilitationsschrift findet sich zum ersten Mal die für Tugendhat zentrale Bestimmung von Philosophie als „die Idee, das menschliche Leben im ganzen auf Wahrheit auszurichten, d. h. durch die Idee eines Lebens in kritischer Verantwortlichkeit“. Der Kern, wie Günter Figal schreibt, von Tugendhats Philosophie ist aus den Schlussüberlegungen seiner Habilitationsschrift herauszulesen. In Hinblick auf Husserl ist dort von der „Idee einer auf universale Wahrheitsausweisung bezogenen Verantwortlichkeit“ die Rede. Diese Idee müsse mit Heideggers Einsicht, dass das Grundverhältnis des Menschen zu der Wahrheit ein geschichtlich-praktisches sei, verbunden werden. In dem Spielraum der Wahrheit zu leben hieße folglich, in geschichtlichen Situationen die Möglichkeit ernst zu nehmen, dass Handlungen und Behauptungen begründungs- und rechtfertigungsbedürftig sind. Die Frage nach der Verantwortlichkeit des Handelns hat Tugendhat zu einer philosophischen Ethik und zeitweise zu einem politischen Engagement geführt, die Frage nach der Wahrheit von Behauptungen jedoch zu einer durch Wittgenstein geprägten Sprachphilosophie.

### Sprachanalyse als „Erste Philosophie“
Einen wesentlichen Strang in Tugendhats Werk bildet sein Programm der Entwicklung einer sprachanalytischen Ersten Philosophie. Er will die traditionelle Orientierung am Sein (antike Philosophie) bzw. am Bewusstsein (neuzeitliche Philosophie) überwinden und in die Frage nach dem Verstehen sprachlicher Ausdrücke transformieren.
In seinen 1976 erschienenen Vorlesungen zur Einführung in die sprachanalytische Philosophie (1976) entfaltet er seinen eigenen sprachanalytischen Ansatz auf der Basis einer Destruktion traditioneller Begrifflichkeiten und Fragestellungen, wobei auch die bisherige sprachanalytische Philosophie einer Kritik unterworfen wird.
Das Ziel des Werkes ist es, eine neue formale Universalwissenschaft mit dem Titel „Formale Semantik“ zu entfalten, die alle anderen Formen einer philosophischen Universalwissenschaft ablösen soll, insbesondere die Ontologie und Erkenntnistheorie.
Begriffe, an denen sich traditionelles Philosophieren zentral orientiert hat wie der Begriff des Seins, des Bewusstseins, der Erfahrung und der Vernunft können und müssen nach diesem Ansatz sprachanalytisch aufgeklärt werden.
Tugendhat schließt allerdings zwei Bereiche der traditionellen Philosophie von einer erfolgreichen Behandlung durch die analytische Philosophie aus:
1. die „Frage nach dem Guten“ und „wie wir leben sollen“[13]
2. „nicht gegenständliche Bewußtseinsweisen“[14] wie etwa das von Heidegger analysierte Gestimmtsein[15].

### Philosophie des Selbstbewusstseins
Weiter bekannt wurde Tugendhat durch seine wesentlich durch Wittgenstein beeinflusste Philosophie des Selbstbewusstseins, die er in seiner Arbeit Selbstbewußtsein und Selbstbestimmung (1979) darlegt. Er setzt sich dort kritisch vor allem mit den Konzepten Jürgen Habermas’ und Dieter Henrichs auseinander. Ziel des Werkes ist es, eine nicht zirkuläre Beschreibung von Selbstbewusstsein zu ermöglichen. Nach Tugendhat müssen die Inhalte des Selbstbewusstseins wie alles Bewusstsein von etwas als propositionale Einstellungen verstanden werden. Praktisches Selbstbewusstsein interpretiert er als Sich-zu-sich-Verhalten und versteht es – im Anschluss an Heidegger – als die Frage, was für ein Mensch man sein und wie man leben will.

### Ethik
Tugendhat hat sich die zentralen Fragen der Ethik immer wieder aufs Neue gestellt und seine Antworten dazu mehrmals revidiert. In den Drei Vorlesungen über Probleme der Ethik aus dem Jahr 1981 geht er mit Hilfe sprachanalytischer Überlegungen davon aus, dass eine moralische Norm dann hinreichend begründet ist, wenn sie dem gleichmäßigen Interesse der betroffenen Individuen dient.
Einen alternativen Ansatz dazu entwickelt er in seinen Vorlesungen über Ethik aus dem Jahr 1993, wo er sich explizit gegen kontraktualistische Argumentationsmuster absetzt und stattdessen den Begründungsanspruch moralischer Urteile über den Begriff der „guten Person“ verständlich zu machen versucht. Diese Begründungskonzeption verwirft er schon kurze Zeit später wieder und nähert sich seither wieder stärker dem Kontraktualismus an. Diese bisher letzte Phase der Entwicklung seiner Theorie beginnt mit dem 1997 veröffentlichten Dialog in Leticia. Dieser Phase lassen sich auch seine späteren Abhandlungen zuordnen, von denen einige in dem 2001 erschienenen Band Aufsätze 1992–2000 zu finden sind.
Bei allen Revisionen halten sich im Werk Tugendhats auch einige zentrale Elemente über die Zeit hinweg. So ist für ihn bei der Bestimmung des Moralbegriffs immer der interne Bezug auf die moralischen Gefühle des Menschen wesentlich geblieben, insbesondere auf die Gefühle der Empörung und Schuld in ihrer Funktion als Sanktionsinstanzen. Ihre Grundlage bilde der Wunsch des Individuums, Mitglied einer Gemeinschaft zu sein. Eine über die faktische Moral einer Gemeinschaft hinausgehende absolute Begründung scheint Tugendhat in der Moderne nicht möglich, weil religiöse und metaphysische Traditionen keine Gültigkeit mehr haben.
In metaethischen Fragestellungen hat sich Tugendhat stets strikt gegenüber jeder Art apriorischer Begründung abgesetzt und die These vertreten, dass die Rechtfertigungsbasis einer modernen Moralkonzeption nur in den empirischen Interessen der Betroffenen liegen kann. Weiterhin hält er über die Zeit am fundamentalen Stellenwert der Autonomie des einzelnen Individuums sowie am Prinzip des Egalitarismus fest.

### Anthropologie und Mystik
In jüngerer Zeit wandte Tugendhat die Methoden der analytischen Philosophie auch auf anthropologische Grundfragen an. Dabei sieht er die Anthropologie als „erste Philosophie“, die sich auf existenzielle menschliche Grundphänomene bezieht. Tugendhat geht von dem Grundphänomen der prädikativen Struktur der menschlichen Sprache aus, die er innerhalb der biologischen Evolution für den entscheidenden Durchbruch zum Menschlichen hält.
Das Thema der Mystik ist nach Tugendhat die Bewältigung der menschlichen Kontingenz. Im Gegensatz zur Religion, deren Antworten Tugendhat als bloße Wunschprojektion ablehnte, erfordere die Mystik keinen Rückgriff auf Offenbarung oder Tradition. Ihre Möglichkeit ergebe sich vielmehr aus den anthropologischen Wurzeln des Menschseins selbst: dem Gesammeltsein in sich, das zugleich das eigene Ich als auch die Welt „im Ganzen“ zum Gegenstand hat. Damit vermag die Mystik die Egozentrizität zu relativieren und zu transzendieren, die uns mit der Struktur der menschlichen Sprache gegeben ist.

## Rezeption
Tugendhat gehörte zu den einflussreichsten zeitgenössischen Philosophen. Als einer der ersten hat er die kontinentaleuropäische phänomenologisch-hermeneutische Tradition mit der angloamerikanischen Analytischen Philosophie vermittelt.
Bereits seine frühen Arbeiten über Aristoteles, Husserl und Heidegger wurden zu philosophischen Standardwerken. Seine Vorlesungen zur Einführung in die sprachanalytische Philosophie und die Studie Selbstbewußtsein und Selbstbestimmung avancierten rasch zu Klassikern, die über den engeren Kreis der akademischen Philosophie hinaus auch in andere Disziplinen wie die Sprach- und Literaturwissenschaften hineinwirkten. Den größten Einfluss auf die gegenwärtige philosophische Diskussion haben Tugendhats moralphilosophische Untersuchungen, die neben der und gegen die Diskursethik von Karl-Otto Apel und Jürgen Habermas als der bedeutendste systematische deutschsprachige Ethikentwurf der Gegenwart anerkannt werden.

## Auszeichnungen
Ernst Tugendhat hatte viele Gastprofessuren im In- und Ausland inne (Santiago de Chile, Konstanz, Prag, Goiânia (Brasilien) und Porto Alegre). Im Jahr 1999 wurde er von der Universität Tübingen zum Honorarprofessor ernannt. 2002 war er Fellow des Kollegs Friedrich Nietzsche. Am 9. Mai 2005 erhielt Ernst Tugendhat die Ehrendoktorwürde der Universidad Autónoma de Madrid und 2008 der Universität Zürich. 2005 wurde Tugendhat der mit 50.000 Euro dotierte Meister-Eckhart-Preis verliehen, welchen er der Schule „Talitha Kumi“ in Beit Jala (Palästina) spendete. Im Januar 2002 wurde Ernst Tugendhat Ehrenbürger der Stadt Brno.

## Werke
Auswahl, in der Reihenfolge des Erscheinens:
- Tí kata tinós. Eine Untersuchung zu Struktur und Ursprung aristotelischer Grundbegriffe. Karl Alber, Freiburg 1958, 5. Auflage mit neuem Nachwort und Anhang 2003 (Reihe: Symposion, 2), ISBN 3-495-48080-3
- Der Wahrheitsbegriff bei Husserl und Heidegger. de Gruyter, Berlin 1967, ISBN 978-3-11-010289-5
- Vorlesungen zur Einführung in die sprachanalytische Philosophie. Suhrkamp, Frankfurt 1976, ISBN 978-3-518-27645-7
- Selbstbewusstsein und Selbstbestimmung. Suhrkamp, Frankfurt 1979, ISBN 978-3-518-27821-5
- mit Ursula Wolf: Logisch-semantische Propädeutik. Reclam, Stuttgart 1983, ISBN 978-3-15-008206-5
- Probleme der Ethik. Reclam, Stuttgart 1984, ISBN 978-3-15-008250-8
- Rationalität und Irrationalität der Friedensbewegung und ihrer Gegner : Versuch eines Dialogs, Verlag und Versandbuchhandlung Europäische Perspektiven, Berlin 1983, ISBN 3-89025-007-6, andere Fassung: Rede auf der Veranstaltung Die atomare Bedrohung, 20. Oktober 1983 FU Berlin, in: Philosophie und Frieden 1983/1[21], Friedensinitiative am Philos. Institut, o. J., gesendet im Sender Freies Berlin.
- Nachdenken über die Atomkriegsgefahr und warum man sie nicht sieht. 2. Aufl. Rotbuch, Berlin 1988, ISBN 978-3-88022-319-6
- Philosophische Aufsätze. Suhrkamp, Frankfurt 1992, ISBN 978-3-518-28617-3
- Ethik und Politik. Suhrkamp, Frankfurt 1992, ISBN 978-3-518-11714-9
- Vorlesungen über Ethik. Suhrkamp, Frankfurt 1993, ISBN 978-3-518-58151-3; Neuauflagen
- Dialog in Leticia. Suhrkamp, Frankfurt 1997, ISBN 978-3-518-28902-0
- mit Celso López, Ana M. Vicuna: Wie sollen wir handeln? Schülergespräche über Moral. Reclam, Stuttgart 2000, ISBN 978-3-15-018089-1
- Aufsätze 1992–2000. Suhrkamp, Frankfurt 2001, ISBN 978-3-518-29135-1
- Egozentrizität und Mystik. Eine anthropologische Studie. C. H. Beck, München 2003, ISBN 3-406-51049-3 (Rezensionen auf Perlentaucher.de)
- Über den Tod. Suhrkamp, Frankfurt 2006, ISBN 978-3-518-06859-5
- Anthropologie statt Metaphysik. C. H. Beck, München 2007, ISBN 3-406-55678-7

## Sekundärliteratur
- Hans-Martin Barth: Egozentrizität, Mystik und christlicher Glaube. Eine Auseinandersetzung mit Ernst Tugendhat. In: Neue Zeitschrift für Systematische Theologie und Religionsphilosophie 46:4 (2004), S. 467–482
- Andrew Bowie: Ernst Tugendhat: Philosophische Aufsätze. In: European Journal of Philosophy 2/3, 1994, S. 345–351
- Stefan Gosepath: Ernst Tugendhat. In: Julian Nida-Rümelin, Elif Özmen (Hrsg.): Philosophie der Gegenwart in Einzeldarstellungen (= Kröners Taschenausgabe. Band 423). 3., neu bearbeitete und aktualisierte Auflage. Kröner, Stuttgart 2007, ISBN 978-3-520-42303-0, S. 671–677.
- Klaus Jacobi (Hrsg.): Mystik, Religion und intellektuelle Redlichkeit. Nachdenken über Thesen Ernst Tugendhats. Karl Alber, Freiburg i. Br./München 2012, ISBN 978-3-495-48518-7 (mit Tugendhats Aufsatz Spiritualität, Religion und Mystik aus dem Jahr 2005) (Inhalt und Einleitung)
- Nico Scarano, Mauricio Suárez (Hrsg.): Ernst Tugendhats Ethik. Einwände und Erwiderungen. C. H. Beck, München 2006, ISBN 978-3-406-55072-0 (mit zwei Texten von Ernst Tugendhat und Beiträgen von Stefan Gosepath, Oliver Hallich, Anton Leist, Julian Nida-Rümelin, Gertrud Nunner-Winkler, Walter Pfannkuche, Friedo Ricken, Beate Rössler, Jacob Rosenthal[22], Nico Scarano, Holmer Steinfath, Ursula Wolf)
- Marcus Willaschek (Hrsg.): Ernst Tugendhat: Moralbegründung und Gerechtigkeit, Vortrag und Kolloquium Münster 1997. Münsteraner Vorlesungen zur Philosophie Band 1, Lit, Münster 1997.
- Santiago Zabala: The Hermeneutic Nature of Analytic Philosophy. A Study of Ernst Tugendhat. Columbia University Press, New York 2008, ISBN 978-0-231-14388-2 (mit einem Vorwort von Gianni Vattimo und einem Dialog mit Ernst Tugendhat)

### Videodateien
- Ernst Tugendhat – „Unsere Angst vor dem Tod“, gehalten am 2. Juli 2003 in der Carl Friedrich von Siemens Stiftung
- Ernst Tugendhat – ¿Qué es la antropología filosófica?, 28. Mai 2007 an der Universitat de Girona, Barcelona (Vortrag in spanischer Sprache)
- Ernst Tugendhat – Minicurso: Teoria geral da ética – 11. Juni 2007 an der Universidade de Caxias do Sul (Vortrag in brasilianischem Portugiesisch, Teil 1 von 5)
- Ernst Tugendhat – A origem da igualdade no direito e na moral – 12. Juni 2007 an der Universidade de Caxias do Sul (Vortrag in brasilianischem Portugiesisch)
- Ernst Tugendhat – Sobre a religião – 14. Juni 2007 an der Universidade de Caxias do Sul (Vortrag in brasilianischem Portugiesisch)

### Audiodateien
- Ernst Tugendhat – Der Ursprung der Gleichheit in Recht und Moral – Mitschnitt der Philosophischen Audiothek, Institut für Philosophie, Universität Wien
- Ernst Tugendhat – Die anthropologischen Wurzeln von Religion und Mystik – Mitschnitt der Philosophischen Audiothek, Institut für Philosophie, Universität Wien (Teil 1)
- Ernst Tugendhat – Die anthropologischen Wurzeln von Religion und Mystik – Mitschnitt der Philosophischen Audiothek, Institut für Philosophie, Universität Wien (Teil 2)
- Ernst Tugendhat – Das Problem einer autonomen Moral – Mitschnitt der Philosophischen Audiothek
- Ernst Tugendhat – Freiheit und Determinismus – Mitschnitt der Philosophischen Audiothek
- Elisabeth Nemeth und Herbert Hrachovec sprechen mit Ernst Tugendhat über sein Buch „Aufsätze 1992–2000“ – Mitschnitt der Philosophischen Audiothek (Teil 1)
- Elisabeth Nemeth und Herbert Hrachovec sprechen mit Ernst Tugendhat über sein Buch „Aufsätze 1992–2000“ – Mitschnitt der Philosophischen Audiothek (Teil 2)